# Sanyo

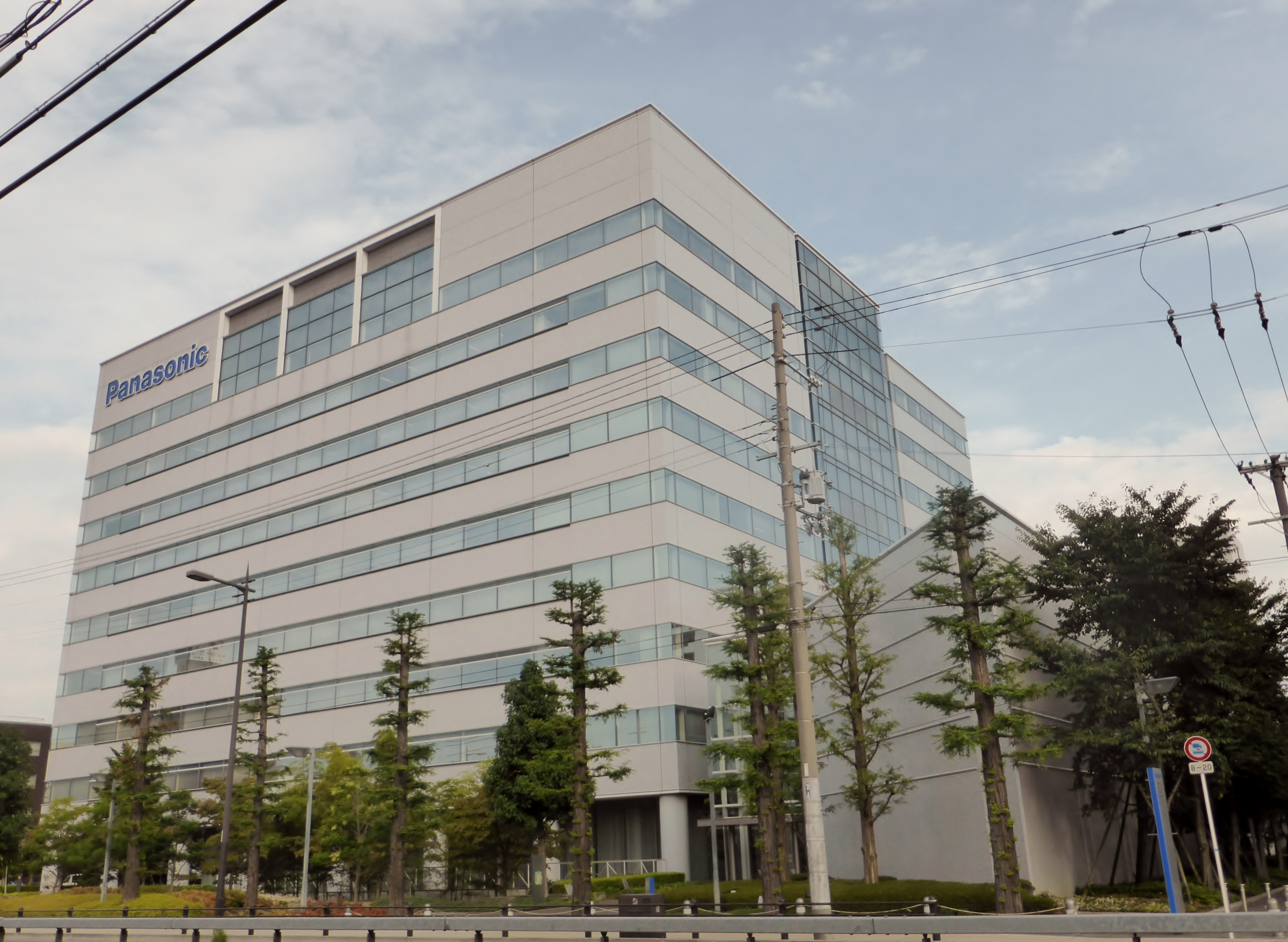
Gebäude des Hauptsitzes in Moriguchi, jetzt mit Panasonic-Schriftzug

Sanyo Denki K.K. (jap. 三洋電機株式会社 San’yō Denki Kabushiki-gaisha, engl. SANYO Electric Co. Ltd.) ist ein japanisches Unternehmen mit Hauptsitz in Moriguchi, Präfektur Osaka.
In der Vergangenheit war Sanyo einer der größten Konzerne  zur Herstellung von elektrischen und elektronischen Geräten in Japan. Es bestand eine weit gefächerte Produktpalette, die von sogenannter weißer und brauner Ware, Batterien, Halbleiter-Bauelementen, Computern, Mobiltelefonen und Digitalkameras bis zu Beleuchtungsartikeln reichte.
Mit den Zerstörungen durch das Chūetsu-Erdbeben 2004, bei denen Sanyos Produktionsstätten der Halbleiterfertigung betroffen waren, begann eine  Kette wirtschaftlicher Schwierigkeiten, in deren Folge Sanyo viele Unternehmensanteile verkaufte, wodurch sich das Produktangebot wesentlich einengte. Einige der Aufkäufer produzierten dann Waren unter der Marke Sanyo weiter, beispielsweise Waschmaschinen von der chinesischen Hefei Rongshida Sanyo Electric Co., Ltd. in Hefei.
2011 wurde Sanyo zu einer hundertprozentigen Tochtergesellschaft der Panasonic Corporation umgewandelt.

## Geschichte

Historische Logos von Sanyo

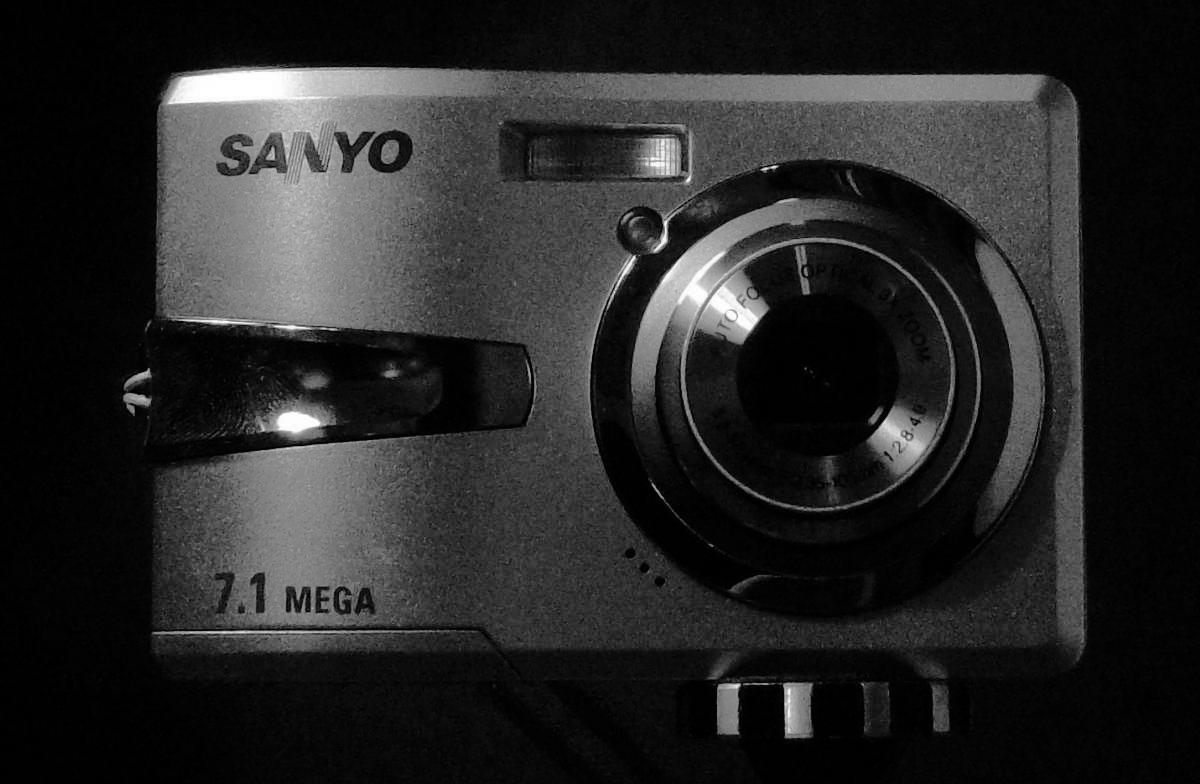
Digitalkamera Sanyo VPC-S760 (2008)

### Sanyo Electric Works
Das Unternehmen wurde 1947 unter dem Namen Sanyo Electric Works von Toshio Iue (井植 歳男 Iue Toshio, 1902–1969), einem früheren Matsushita-Angestellten und Schwager des Matsushita-Gründers Kōnosuke Matsushita, gegründet.
San’yō (三洋) bedeutet „Drei Ozeane“ (die erste Silbe san, Schriftzeichen 三 steht für 3, 洋 für Ozean) und drückt die Absicht des Konzerns aus, seine Produkte weltweit über den Pazifischen, den Atlantischen und den Indischen Ozean zu vertreiben. Denki (電機) steht für den Namen der Branche: Elektro.
Das Unternehmen begann als Hersteller von Fahrradlampen und dazugehörigem -dynamos.

### Sanyo Electric Co., Ltd.
Mit dem 1950 in SANYO Electric Co., Ltd. geänderten Firmennamen begann eine rasche Erweiterung des Produktionssortiments. Dazu gehörten Waschmaschinen, Radio- und Fernsehempfänger und Kühlschränke.
Nach 1960 erfolgte die Herstellung von Kassettenrecordern (etwa Sanyo Micro Pack 35), Farbfernsehgeräten, Akkus, Heim-Klimaanlagen u. v. m. (siehe auch: Drei Neue Kronjuwelen) sowie die Gründung weiterer Unternehmen, wodurch sich Sanyo zu einem Konzern entwickelte.
Im Jahre 1975 war Sanyo der weltweit erste Produzent von Lithiumbatterien und 1979 von Photovoltaik- bzw. Solarzellen aus amorphem Silizium. Letztere fanden zur Stromversorgung z. B. 1980 in Taschenrechnern (Amorton), ebenfalls eine Weltpremiere von Sanyo, ihre Anwendung. Es folgten als Weltneuheiten die farbige LED, ein 635-nm-Laser sowie weitere Erzeugnisse. Im Bereich des Modellbaus leitete die erste hochstromfähige NiCad-Zelle Sanyo Cadnica N-1200 SCR (Größe Sub-C) den Durchbruch des Elektroantriebes ein. 1982 wurde mit dem MBC-550 und dem MBC-555 ein teilweise mit dem IBM PC kompatibler Computer vorgestellt, der mit MS-DOS ausgeliefert wurde.

### Sanyo Electronics Group
2002 entstand Sanyo Electronics und 2004 organisierte sich das Unternehmen mit der weiterhin immer breiter werdenden Produktpalette zu einer internationalen Unternehmensgruppe, die sich an weltweit mehreren Standorten aus 29 einzelnen Unternehmen, denen insgesamt 451 Geschäftseinheiten (Businessunits) unterstanden, zusammensetzte. Sanyos Fertigungsbereiche wurde nun in vier Bereiche unterteilt:
- Konsumgüter für Endverbraucher (Consumer Group)
- Produkte für Industriebetriebe (Commercial Group)
- Bauelemente (Component Group)
- Dienstleistungen, logistische und finanzielle (Service Group)

#### Internationale Zusammenarbeit und Globalisierung
Während das Unternehmen bis in die 1980er Jahre hauptsächlich zur Versorgung des heimischen Marktes in Japan bzw. als Exporteur der eigenen Produkte fungierte, gab es bereits Kooperationen mit anderen Unternehmen wie beispielsweise Samsung, Kodak, BASF und Ford. Mit den Auswirkungen der Globalisierung in dieser Zeit änderte Sanyo weitgehend seine internationale Strategie. So entstandenen z. B. die Unternehmen:
- Hefei-Sanyo Washing Machine Co., jetzt Hefei Rongshida Sanyo Electric Co., Ltd., ein 1994 gegründetes Joint Venture mit dem Hefeier Unternehmen Hefei Washing Machine General Works[14]
- Sanyo Haier Corporation, ebenfalls ein Joint Venture, geschaffen im April 2002 mit dem Unternehmen Haier aus Qingdao/Tsingtao mit einem Kapital von 4,2 Millionen US-Dollar, wobei Sanyo die Aktienmehrheit zu 60 % innehatte. Hauptsitz war Moriguchi in der Osaka-Präfektur.[15]

Von 2002 bis 2004 setzte Sanyo seinen Managementplan Challenge 21 um. Die Sanyo Sales & Marketing Co. Ltd. diente bisher als eigenes Vertriebsunternehmen für Sanyo. Nach der Challenge-Reorganisation wurden ihr die Hauptverwaltungen Overseas für den internationalen und Domestic für den japanischen Binnenmarkt unterstellt.

#### Geschichte bis 2011
Mit den Schäden des Erdbebens von 2004, bei dem keine Versicherung Schadenersatz leistete, erlitt Sanyo große Verluste. Es folgten jahrelang andauernde Abschreibungen und wirtschaftliche Schwierigkeiten. 2005 gewährten Banken Sanyo Kredite gegen eine drohende Zahlungsunfähigkeit.
Für das Geschäftsjahr 2006 rechneten deren Analysten weiter mit Verlusten, nachdem in den zwei vorangegangenen Jahren Verluste geschrieben worden waren. Sanyo prüfte daher einen Verkauf der Endkundensparten im Bereich Handy, Digitalkamera, Fernseher und Haushaltsgeräte. Auf Druck der Banken wurden im Dezember 2006 die Anteile an einem Joint-Venture-Gemeinschaftsunternehmen für LCD-Bildschirme an den Partner Seiko Epson verkauft.
Der Druck auf die Sanyo-Führung wuchs 2007, als Bilanzmanipulationen öffentlich wurden. Die Vorstandsvorsitzende Tomoyo Nonaka trat zurück und eine Woche später folgte Toshimasa Iue, Chef für das operative Geschäft. Mit dem Ausscheiden von Iue verabschiedete sich das letzte Mitglied der Gründerfamilie aus der Führung.
Sanyo hatte seine Kompetenzbereiche mit der Solar- und Stromversorgungstechnik um zwei weitere Schlüsseltechnologien erweitert und wurde damit in den 2000er Jahren zum weltweit größten Lieferanten von Akkus für Notebooks, Kameras, Telefone und andere mobile Geräte. Doch die seit dem Erdbeben entstandene Schieflage hielt an. 
Zum Zeitpunkt der Übernahmeverhandlungen erwartete Sanyo für 2008 einen um 9 % geringeren Umsatz (vor allem in den Gerätesparten).
Ende Dezember 2009 kaufte der Panasonic-Konzern für 3,1 Milliarden € 50,2 % der Sanyo Aktien. Im April 2010 verkaufte Sanyo die Halbleitersparte Sanyo Semiconductor an ON Semiconductor.

### Sanyo als Panasonic-Tochterunternehmen
Nachdem die Panasonic-Tochter JVC 2008 verkauft war, kündigte die Panasonic Corp am 29. Juli 2010 an, Sanyo bis April 2011 zu 100 Prozent zu übernehmen. Nach zwangsweisem Ausschluss aller Minderheitsaktionäre und Übernahme wurde San’yō Denki im März 2011 aus dem Nikkei 225 gestrichen und der Haushaltsgeräte-Bereich im selben Jahr an die Haier-Gruppe verkauft.

## Unternehmensgliederung
Die Sanyo Sales & Marketing GmbH mit Sitz in München betreut den europäischen Markt für die weiterhin unter der Marke Sanyo vertriebenen Produkte (Projektoren, LCD-Monitore, Unterhaltungselektronik, Digital Imaging, Diktiergeräte sowie Sicherheits- und Überwachungstechnik).